# برند هوفمان
برند هوفمان (آلمانی: Bernd Hofmann؛ ۲۳ نوامبر ۱۹۰۴ – ۴ دسامبر ۱۹۴۰) فیلم‌نامه‌نویس و کارگردان فیلم اهل آلمان بود.
از فیلم‌هایی که وی در آن‌ها نقش داشته‌است، می‌توان به ترانه مادر اشاره نمود.